# Хуторянка (Гомельський район)
Хуторянка (біл. Хутаранка) — село в Гомельському районі Гомельської області Білорусі. Входить до складу Грабовської сільської ради.

## Географія

### Розташування
Розташована у 25 км на південний схід від Гомеля, в 3,5 км на північний схід від залізничної станції Терюха (на лінії Гомель — Чернігів).
На західній околиці є меліоративний канал.

## Транспортна мережа
Поруч наявна автодорога Будище — Гомель.

## Історія

### У складі Російської імперії
За письмовими джерелами відома з XIX століття як хутір у Гомельському повіті Могилевської губернії, в складі однойменного маєтку, у володінні поміщика Крушевського. У 1861 році після скасування кріпосного права жителі відмовилися виконувати повинності на користь поміщика, у зв'язку з цим влада застосовувала до них міри покарання. Власник маєтку мав в 1855 році 230 десятин землі. У 1880 році працювала школа грамоти. Згідно з переписом 1897 року розташовувався хлібозаготівельний магазин, в Носовицькій волості Гомельського повіту. У 1909 році — 1917 десятин землі.

### У складі БРСР (СРСР)
У 1926 році працювали поштовий пункт, школа. У 1929 році організований колгосп. Під час німецько-радянської війни 44 жителі загинули на фронті. У 1959 році в складі радгоспу «Зоря» (центр — село Грабовка).

### У складі Республіки Білорусь
Станом на 2021 рік село Хуторянка входить до складу Грабовської сільської ради Гомельського району Гомельської області.

## Населення

### Чисельність
- 2004 — 20 господарств, 28 жителів.

## Відомі уродженці
- І. Б. Позняков — один з організаторів і керівників патріотичного підпілля і партизанського руху у Вітебській області під час німецько-радянської війни;
- Тамара Іванівна Васюк — білоруська художниця.